# Мастера ужасов
«Мастера ужасов» (англ. Masters of Horror) — американский телесериал, созданный режиссёром Миком Гаррисом для кабельного канала Showtime. Сериал состоит из нескольких телевизионных фильмов ужасов, снятых мастерами жанра. При создании отдельных эпизодов канал выделял финансирование от 1 до 4 миллионов, однако выбор сюжета и его реализация предоставлялась самим режиссёрам. Спецэффектами для всего сериала занимался Грегори Никотеро — человек, известный в сфере производства фильмов ужасов. Сериал демонстрировался по телевидению с 28 октября 2005 года по 2 февраля 2007 года.

## История создания
В 2002 году режиссёр Мик Гаррис пригласил нескольких своих знакомых коллег по цеху на неформальный ужин в ресторане в Лос-Анджелесе. Оригинальную десятку приглашённых «мастеров» составили такие признанные режиссёры фильмов ужасов, как Джон Карпентер, Ларри Коэн, Дон Коскарелли, Джо Данте, Гильермо Дель Торо, Стюарт Гордон, Тоуб Хупер, Джон Лэндис, Билл Мэлоун и сам Гаррис. Ужин оказал на режиссёров невероятно благоприятное впечатление благодаря дружеской ночной атмосфере, разбавленной юмором и взаимным восхищением работ друг друга. Название встрече дал Гильермо Дель Торо, который передал соседней посетительнице, празднующей в ресторане свой день рождения, поздравление «от Мастеров Ужасов».
Впоследствии Гаррис стал регулярно организовывать подобные встречи за ужином, приглашая и других режиссёров, включая Дарио Ардженто, Дэвида Кроненберга, Тима Салливана, Роба Зомби, Квентина Тарантино, Роберта Родригеса, Тома Холланда, Роба Шмидта и других.
В 2005 году Мик Гаррис решил развить идею данных встреч, придумав и запустив в производство одноимённую телевизионную антологию фильмов ужасов, написанных и срежиссированных признанными «мастерами» жанра. Впервые антология дебютировала в США на кабельном телеканале Showtime. В некоторых зарубежных странах фильмы сериала были также показаны в кинотеатрах.
Первая серия антологии под названием «Происшествие на горной дороге», срежиссированная Доном Коскарелли, была показана 28 октября 2005 года и заслужила хвалебные отзывы от критиков и зрителей. Новые эпизоды демонстрировались каждую пятницу в 10 часов ночи; проекту некоторое время сопутствовал успех и популярность среди зрителей, что позволило выпустить два сезона антологии. Каждая серия представляла собой самостоятельный фильм продолжительностью один час, снятый одним из известных режиссёров фильмов ужасов. Благодаря демонстрации сериала по кабельному, а не эфирному телевидению, режиссёрам была дана некоторая свобода действий, позволив разместить в фильмах различные непристойные или шокирующие элементы, включая обнажённые и брутальные сцены.
В России сериал дебютировал 1 июня 2007 года на телеканале РЕН ТВ.

## Состав

### Первый сезон
| Эпизод | Режиссёр       | Название                      | Краткое содержание |
| ------ | -------------- | ----------------------------- | --- |
| 1      | Дон Коскарелли | Происшествие на горной дороге | Молодая женщина, попав в руки к серийному убийце, ухитряется расправиться с ним. В этом ей помогают навыки, полученные от общения с бывшим мужем (экранизация одноименного рассказа Джо Лансдейла). |
| 2      | Стюарт Гордон  | Сны в доме ведьм              | Студент колледжа обнаруживает заговор потусторонних сил с целью принести в жертву ребёнка соседки (интерпретация одноименного рассказа Лавкрафта). |
| 3      | Тоуб Хупер     | Танец мёртвых                 | Мир после ядерной войны. Не все мёртвые мертвы окончательно. Однако они не представляют опасности для живых, и живые используют их для своих развлечений. Однажды героиня видит на сцене бара дергающееся тело своей сестры. |
| 4      | Дарио Ардженто | Дженифер                      | Полицейский спасает жизнь девушки, чьё лицо страшно изуродовано, от рук безумного бомжа. Девушка оказывается умственно отсталой людоедкой. Из жалости полицейский ухаживает за ней, между ними завязывается сексуальная связь. Постепенно своими поступками она рушит его жизнь, превращая в точно такого же безумного бездомного. |
| 5      | Мик Гаррис     | Шоколад                       | Недавно разведённый молодой человек начинает испытывать мир через чувства женщины, с которой он никогда не встречался. |
| 6      | Джо Данте      | Возвращение домой             | Политическая сатира: солдаты, погибшие в Ираке, возвращаются к жизни, чтобы принять участие в президентских выборах (по мотивам рассказа «Смерть и права избирателей» Дэйла Бейли). |
| 7      | Джон Лэндис    | Женщина-олень                 | Древнее существо из индейской мифологии вновь появляется на дорогах Америки в поисках новых жертв. |
| 8      | Джон Карпентер | Сигаретный ожог               | Выполняя заказ богатого клиента, детектив ищет единственную копию фильма, просмотр которого приводит к массовым убийствам. |
| 9      | Уильям Мэлоун  | Светловолосое дитя            | Девушка-подросток, которая является изгоем в своей среде, похищена странной парой и заперта в подвале с их сыном, у которого есть тёмная тайна. |
| 10     | Лаки Макки     | Странная девушка              | Женщина-энтомолог оказывается вовлечённой в сексуальную связь со странной девушкой. Одновременно с этим она изучает редкое насекомое, не подозревая, каковы будут последствия этого исследования. |
| 11     | Ларри Коэн     | Подвезите меня                | Соревнование двух серийных убийц, «промышляющих» на трассе. |
| 12     | Джон Макноутон | История Хэккеля               | XIX век. Юноша, спешащий к больному отцу, ищет пристанища в отдалённом поместье. Он и не подозревает, что будет вовлечён в зловещую оргию зомби. |
| 13     | Такаси Миикэ   | Отпечаток                     | XIX век. Американский путешественник ищет в Японии проститутку, с которой у него были романтические отношения. Другая проститутка вроде бы пытается ему помочь, однако в итоге иностранец оказывается вовлечён в крайне неприятную ситуацию.                                                                                       |

### Второй сезон
| Эпизод | Режиссёр        | Название                          | Краткое содержание |
| ------ | --------------- | --------------------------------- | --- |
| 1(14)  | Тоуб Хупер      | Проклятая тварь                   | Шериф оказывается наследственным носителем древнего зла, которое побуждает жителей городка убивать друг друга. |
| 2(15)  | Джон Лэндис     | Семья                             | Одинокий холостяк Харольд пытается создать семью, однако делает это в духе Нормана Бейтса. Но он не может предположить, как изменится его жизнь после появления новых соседей. |
| 3(16)  | Эрнест Дикерсон | Слово на букву «В»                | Поход в городской морг обернулся для двух подростков превращением в вампиров-зомби. Но один из друзей отказывается мириться с данной ситуацией. |
| 4(17)  | Брэд Андерсон   | Звуки                             | Руководитель службы технической поддержки теряет сына. После этого у него начинается гиперакузия в тяжёлой форме. |
| 5(18)  | Джон Карпентер  | Дитя демона                       | Активист пролайферского движения пытается препятствовать проведению аборта у дочери, которую недавно изнасиловали. Он и не подозревает, что отец ребёнка — демон из преисподней. |
| 6(19)  | Дарио Ардженто  | Шкурки                            | Кровавый экологический хоррор. Шкурки енотов превращают жизнь людей, связанных с их переработкой, в кошмар (по одноименному рассказу Ф.П. Уилсона). |
| 7(20)  | Джо Данте       | Попытка бегства (Летучий раствор) | Различные страны мира поражает эпидемия убийств женщин. Изучив ситуацию, учёные приходят к выводу, что за этим кроется зловещий план по тотальному уничтожению человечества. |
| 8(21)  | Мик Гаррис      | Валери на лестнице                | Жуткие фантазии трёх писателей-неудачников о красавице и демоне воплощаются в реальность (по рассказу Клайва Баркера). |
| 9(22)  | Роб Шмидт       | Право на смерть                   | Стоматолог и его жена попадают в аварию, в итоге женщина сильно обгорает и может умереть. Однако это ещё не конец их отношений. |
| 10(23) | Том Холланд     | Мы все хотим мороженого           | Когда-то банда детишек убила продавца мороженого. Через много лет тот вернулся, чтобы оригинальным образом отомстить обидчикам. |
| 11(24) | Стюарт Гордон   | Чёрный кот                        | Эдгар По имеет большие финансовые проблемы, он подвержен алкоголизму, а его жена больна туберкулёзом. Автор пытается писать стихи, но издатель требует от него только рассказы ужасов. Однако сама жизнь писателя постепенно превращается в кошмар. Данный эпизод снят по тому же рассказу Эдгара По, что и фильмы 1934 и 1981 годов. |
| 12(25) | Питер Медак     | Вашингтонцы                       | Молодая чета, переехавшая в Виргинию, узнаёт зловещую тайну американской истории — Джордж Вашингтон был каннибалом. |
| 13(26) | Норио Цурута    | Круиз мечты                       | Американский адвокат приглашён своим японским партнёром на морскую прогулку. Здесь и выясняется, что они оба виновны в утоплении своих близких. Теперь призраки возвращаются (по рассказу Кодзи Судзуки). |

## Награды
- Премия Сатурн
  - 2006 — лучшая телепостановка
  - 2007 — лучшее DVD-издание классического телесериала
- Премия Эмми
  - 2006 — лучшая главная музыкальная тема
- Премия Спутник
  - 2006 — лучшее издание на DVD